# René Goscinny
René Goscinny, francosko-poljski pisatelj, pisec stripov, scenarist filmov in risank, * 14. avgust 1926, Pariz, Francija, † 5. november 1977, Pariz.
Najbolj je znan kot pisec stripovske serije Asterix, ki jo je ilustriral njegov prijatelj Albert Uderzo. Z Uderzom sta sodelovala tudi pri drugih delih.

## Izbor del
- Nikec (oziroma več delov knjig Nikec)
- Iznogud (strip, ilustriral ga je Tabary)
- mnogo stripov Asterix (ilustriral jih je Albert Uderzo)
- scenarij za risanke Asterix
- Srečni Luka (strip, izšlo je okoli 20 delov)
- Umpah Pah (strip, ki ga je ilustriral Albert Uderzo)